# Junonia aeolus
Junonia aeolus är en fjärilsart som beskrevs av Stoneham 1965. Junonia aeolus ingår i släktet Junonia och familjen praktfjärilar. Inga underarter finns listade i Catalogue of Life.